# Petras Luomanas
Petras Luomanas (* 30. Mai 1948 in Daukniūnai, Rajongemeinde Pasvalys) ist ein litauischer konservativer Politiker, Vizebürgermeister von Panevėžys, ehemaliges Seimas-Mitglied.

## Leben
Von 1969 bis 1973 lernte Luomanas an der Kulturschule Rokiškis und 1980 absolvierte das Studium an der Fakultät Klaipėda der Lietuvos valstybinė konservatorija und wurde Kulturmitarbeiter. 2004 absolvierte er das Bachelorstudium der Ethik an der Pedagoginis universitetas in Vilnius sowie 2006 das Masterstudium der Edukologie an der Vytauto Didžiojo universitetas in Kaunas.
1973 lehrte er in der Mittelschule Obeliai und Kindermusikschule Rokiškis.
Von 1995 bis 2011 war er Mitglied im Rat der Stadtgemeinde Panevėžys. Von 1997 bis 2000 und von 2003 bis 2008 war er stellvertretender Bürgermeister der Stadtgemeinde Panevėžys. Seit 1997 lehrt er am Konservatorium Panevėžys. Von 2008 bis 2012  war er Mitglied des Seimas. Seit 2015 ist er wieder Vizebürgermeister von Panevėžys.
Luomanas ist Mitglied der Tėvynės sąjunga - Lietuvos krikščionys demokratai. Er war Mitglied der  Lietuvos krikščionių demokratų partija. Seit 2020 ist er Mitglied von Krikščionių sąjunga.
Luomanas ist verheiratet. Mit seiner Frau Vidmanta hat er drei Söhne,  Andrius,   Adomas und Jonas.